# Parroquia de la Asunción de Nuestra Señora (Orense)
La Parroquia de la Asunción de Nuestra Señora es un templo católico del siglo xx ubicado en el barrio de As Lagoas, en Orense (Galicia, España).

## Historia

### Barrio de As Lagoas
El barrio de As Lagoas, constituido en sus orígenes por edificios construidos en su mayoría en régimen de cooperativa y por viviendas sociales, estuvo formado inicialmente por habitantes de diversa índole (comerciantes, maestros y militares) y por destacadas empresas, como el periódico La Región, la cooperativa agroalimentaria Coren y la compañía ferroviaria Renfe, estando la vía férrea ubicada a la entrada del barrio, el cual albergaba en 2009 alrededor de 4500 habitantes.

### Construcción
El templo, emplazado en el actual corazón del campus universitario de la ciudad, fue construido en 1964 por encargo del obispo Ángel Temiño Sáiz, cuando el campus aún no había sido erigido, separándose la Parroquia de la Asunción de la Parroquia de Santo Domingo en 1966. La existencia de esta iglesia provocó inicialmente el planteamiento de si era o no conveniente la edificación de la Parroquia de Cristo Rey (levantada en la primera mitad de la década de 1980) debido a la proximidad de ambas, estando los dos santuarios situados a menos de 400 metros de distancia.

## Descripción

### Exterior
La fachada se caracteriza por su simplicidad, siendo el elemento más llamativo de la estructura el campanario, el cual consta de dos cuerpos y ostenta paneles oscuros con cruces en cada una de sus cuatro caras, destacando igualmente sobre la puerta de entrada un frontón triangular y, bajo este y enmarcado por un sencillo arco de medio punto, un rosetón con la imagen de la talla de la Virgen de la Asunción que preside la capilla mayor

### Interior

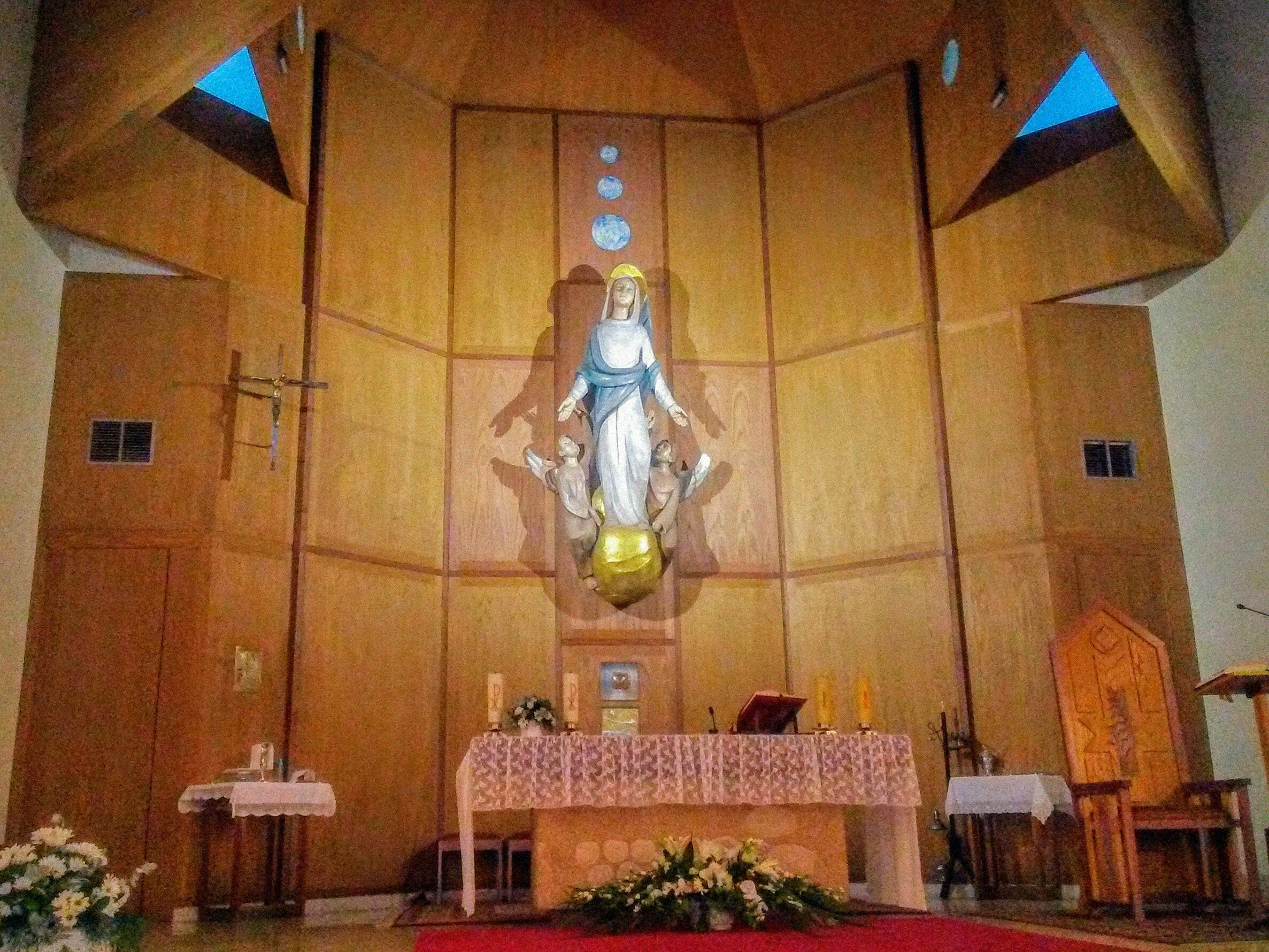
Capilla mayor

El templo, de sencilla planta rectangular, presenta una decoración austera acorde a los postulados del Concilio Vaticano II y a la estética minimalista y tendente a la simplificación característica de la década de 1960. El elemento más destacado es una talla de Nuestra Señora de la Asunción ubicada en la capilla mayor, la cual figura con los brazos abiertos y el rostro dirigido al cielo, hallándose a sus pies dos ángeles que la ayudan a ascender. Esta imagen se caracteriza por poseer líneas rectas y marcadas angulosidades en los ropajes además de una policromía en tonos pastel, típico en la imaginería religiosa desde mediados del siglo XX. El muro situado tras la talla de la Virgen se halla cubierto con paneles rechapados en madera clara y rematado en el techo por una gran estructura octogonal sobre la cual se encuentra una claraboya que proporciona luz al altar mayor.
La nave del templo destaca por su luminosidad, proporcionada en parte por unos vitrales con símbolos religiosos emplazados en la parte superior de los muros del evangelio y de la epístola, así como por su práctica ausencia de ornamentos, puesto que como única decoración se hallan unos paneles instalados en 2010, ejecutados por el artista Chema Dapena a iniciativa del arquitecto Xan Rodríguez los cuales muestran imágenes de Cristo durante las estaciones del Viacrucis, tomadas de la película dirigida por Mel Gibson La Pasión de Cristo (2004). Por su parte, a la derecha de la entrada se encuentra la Capilla del Santísimo, la cual consiste en una pequeña habitación rectangular con un altar y un sencillo sagrario e imágenes del Sagrado Corazón y la Inmaculada Concepción a izquierda y derecha, destacando en el muro izquierdo sendas imágenes de San Antonio de Padua y San José.

## Restauración
En octubre de 2008, más de cuarenta años después de su inauguración, se dio inicio en el templo a una intensa labor de restauración, para lo cual se requirió que el mismo permaneciese siete meses cerrado al público, habiéndose iniciado los trámites para la reforma en 2006. Las reparaciones efectuadas, destinadas principalmente a corregir los daños presentes en la estructura a causa del paso del tiempo, consistieron en la subsanación de goteras así como del deficiente aislamiento del tejado, para lo cual se requirió la instalación de una cubierta de zinc (colocada mediante el sistema de junta alzada), disponiéndose además un falso techo abovedado de escayola rechapada en madera de roble, continuo perimetral con foso de encuentro con los muros laterales y cajón en la zona de la tribuna, en la nave central, y continuo escalonado de placas lisas de escayola con luz indirecta perimetral en las naves laterales. Del mismo modo, se acometieron mejoras en la claraboya y se procedió a la colocación de una cúpula nueva sobre el altar mayor. Por su parte, en el vestíbulo, donde se exhibe un tapiz con una imagen del Espíritu Santo anteriormente colgado en la capilla mayor, se dispuso un falso techo con hueco central rehundido. Respecto al campanario, se cubrieron los huecos presentes en el mismo con chapas de zinc, efectuándose mejoras también en el suelo del templo, donde se renovó el pavimento mediante una combinación de tarima flotante en madera de roble y piedra caliza. Las labores estuvieron destinadas igualmente a mejorar las condiciones térmicas y acústicas así como la estética de la iglesia, cuyo nuevo diseño corresponde a Xan Rodríguez. La restauración, con un coste inicialmente estimado en 350 000 euros, terminó ascendiendo a los 655 000, de los cuales en 2010 el Obispado de Orense ya había asumido 196 000, mientras que 30 000 corrieron a cargo de la diputación y 81 000 de los propios feligreses, a quienes se había solicitado una contribución orientativa de 200 euros, habiendo colaborado en principio un total de 419 familias frente a las 1000 estimadas.
Tras el fin de los trabajos, el templo volvió a abrir sus puertas en mayo de 2009, siendo los muros del santuario bendecidos el 24 de enero de 2010 en presencia de varias autoridades políticas durante una ceremonia oficiada por el obispo de la diócesis.